# Radogoszcz (gmina)
Radogoszcz – dawna gmina wiejska istniejąca do 1946 roku w woj. łódzkim. Nazwa gminy pochodzi od wsi Radogoszcz (obecnie część dzielnicy Bałuty w Łodzi), lecz siedziba władz gminy znajdowała się w Łodzi.

## 1867–1918
Za Królestwa Polskiego gmina należała do powiatu łodzińskiego (łódzkiego) w guberni piotrkowskiej.
18 października 1906 z gminy Radogoszcz wyłączono kolonię Żubardź oraz część wsi Doły, włączając je do Łodzi.
18 sierpnia 1915 z gminy Radogoszcz wyłączono wieś Bałuty Nowe, wieś Bałuty Stare, działy z majątku Bałuty Nowe, grunty wsi Bałuty Kolonia, osady w kolonii Bałuty Nowe, folwark Marysin nr I, folwark Marysin nr II, część wsi Żabieniec, część wsi Radogoszcz, część folwarku Radogoszcz ABC, osada z folwarku Radogoszcz, osada w dobrach Radogoszcz oraz część folwarku Julianów, a obszar ten o ogólnej powierzchni 1062,7274 ha włączono do Łodzi.

## 1919–1946
W okresie międzywojennym gmina Radogoszcz należała do powiatu łódzkiego w woj. łódzkim. 1 września 1933 gminę Radogoszcz podzielono na 9 gromad (sołectw).
- Arturówek – wieś Arturówek i kolonia Radogoszcz;
- Doły – wieś Doły;
- Kały – wieś Kały AB, osada szpitalna Kochanówka, osada Borowiec, wieś Budy Kałowskie i osada Zadraż;
- Kały-Kolonia – wieś i kolonia Kały;
- Pabianka – wieś Pabianka i wieś Marianów;
- Radogoszcz – wieś Radogoszcz;
- Rogi – wieś Rogi, wieś Rożki i wieś Marysin III;
- Teofilów – wieś Teofilów i wieś Piskowiec;
- Żabieniec – wieś Żabieniec.

15 grudnia 1937 z gromady Rogi wyodrębniono Marysin III, tworząc w nim oddzielną gromadę.
Po wybuchu II wojny światowej, gminę włączono do III Rzeszy. 
Po wojnie gmina powróciła na krótko do powiatu łódzkiego woj. łódzkim, lecz już 13 lutego 1946 włączono ją w całości do Łodzi.